# Duba Konavoska
Duba Konavoska falu Horvátországban, Dubrovnik-Neretva megyében. Közigazgatásilag Konavle községhez tartozik.

## Fekvése
A Dubrovnik városától légvonalban 20, közúton 31 km-re délkeletre, községközpontjától légvonalban 10, közúton 16 km-re északkeletre, a konavlei hegyvidéken a Sniježnica-hegység északi oldalán, a hercegovinai határ közelében fekszik. Ez a Zvekovicáról a konavlei hegyvidékre vezető út utolsó települése.

## Története
Duba területe már az ókorban lakott hely volt. Első ismert lakói az illírek voltak, akik magaslatokon épített erődített településeken éltek és kőből rakott halomsírokba temetkeztek. Egyik településük maradványai megtalálhatók a település közelében a Gradine nevű magaslaton és egy halomsír maradványai is ismertek a település határában. A rómaiak az i. e. 2. században győzték le az illíreket és Epidaurum központtal e területet is a birodalomhoz csatolták. A római hatalmat a népvándorlás vihara rengette meg. A Nyugatrómai Birodalom bukása után a keleti gótok özönlötték el a térséget, őket 537-től 1205-ig kisebb megszakításokkal a bizánciak követték. A 7. században avarok és a kíséretükben érkezett szlávok, a mai horvátok ősei árasztották el a területet. A várakat lerombolták és az ellenálló lakosságot leöldösték. Így semmisült meg a mindaddig fennálló Epidaurum. A túlélő lakosság előbb az északnyugatra fekvő Župára, majd Raguzába menekült. 
Duba a középkorban is folyamatosan lakott volt, ezt bizonyítják a templom melletti középkori temető sírjai. Területe középkorban Travunja része volt, mely Dél-Dalmácián kívül magában foglalta a mai Hercegovina keleti részét és Montenegró kis részét is. Travunja sokáig a szerb, a zétai és bosnyák uralkodók függőségébe tartozó terület volt. A Raguzai Köztársaság az 1426. december 31-én kötött szerződéssel szerezte meg területét addigi bosnyák uraitól a Pavlovićoktól. Az 1430 és 1432 között dúlt első konavlei háborúban a török támogatását élvező Radoslav Pavlović megpróbálta visszaszerezni az egyszer már eladott konavlei birtokait a köztársaságtól. A háború a végén a török támogatását is elveszítő Pavlović vereségével végződött és az azt követő béke megerősítette a Bosznia, Hum és a Raguzai Köztársaság közötti korábban kialakult állapotokat. A stravčai Szent György plébánia, melynek Duba is a része lett alapítása 1620 körül történt. Korábban az egész konavlei hegyvidék a cavtati plébániához tartozott. 
Az 1806-ban a Konavléra rátörő orosz és montenegrói sereg a település házait is kifosztotta, közülük sokat fel is gyújtottak. A köztársaság bukása után 1808-ban Dalmáciával együtt ez a térség is a köztársaságot legyőző franciák uralma alá került, de Napóleon bukása után 1815-ben a berlini kongresszus Dalmáciával együtt a Habsburgoknak ítélte. 1857-ben 172, 1910-ben 225 lakosa volt. 1918-ban az új szerb-horvát-szlovén állam, majd később Jugoszlávia része lett. A térség falvait a 20. század elején még vasút kötötte össze a nagyobb településekkel, ezt azonban 1968-ban megszüntették, azóta rendszeres autóbuszjárat köti össze Cavtat városával. A délszláv háború idején 1991 októberében a jugoszláv hadsereg, valamint szerb és montenegrói szabadcsapatok foglalták el a települést, melyet kifosztottak és felégettek. A lakosság nagy része a jól védhető Dubrovnikba menekült és csak 1992 októberének végén térhetett vissza. Az otthon maradtak közül a megszállók többeket elhurcoltak és meggyilkoltak. A háború után rögtön megindult az újjáépítés. A településnek 2011-ben 63 lakosa volt. Lakói főként mezőgazdasággal, állattartással foglalkoztak. Az alsó tagozatos gyermekek Stravčára, a felső tagozatosok Cavtatra, a középiskolások Dubrovnikra járnak iakolába. 

## Népesség
| Lakosság változása | Lakosság változása | Lakosság változása | Lakosság változása | Lakosság változása | Lakosság változása | Lakosság változása | Lakosság változása | Lakosság változása | Lakosság változása | Lakosság változása | Lakosság változása | Lakosság változása | Lakosság változása | Lakosság változása | Lakosság változása | Lakosság változása |
| ------------------ | ------------------ | ------------------ | ------------------ | ------------------ | ------------------ | ------------------ | ------------------ | ------------------ | ------------------ | ------------------ | ------------------ | ------------------ | ------------------ | ------------------ | ------------------ | ------------------ |
| 1857               | 1869               | 1880               | 1890               | 1900               | 1910               | 1921               | 1931               | 1948               | 1953               | 1961               | 1971               | 1981               | 1991               | 2001               | 2011               | 2021               |
| 172                | 171                | 172                | 190                | 216                | 225                | 194                | 179                | 154                | 155                | 138                | 119                | 106                | 100                | 75                 | 63                 | 68                 |

## Nevezetességei
- A Szent István templomot a 15. században építették, majd többszöri átépítésen esett át. Mellette középkori temető található. A helyi hagyomány szerint a templom egy Szent Tamás apostol tiszteletére szentelt korábbi templom alapjaira épült. Egy a templomtól húsz méterre eső helyet a nép ma is „Tomina crkva” néven emleget. 1997-ben a templom tetőzetét, majd pár évvel később belső terét újították fel. 2006-tól már elektromos árammal is el van látva.

- Ókori halomsír a település határában.